# Reuthe
Reuthe – gmina w Austrii, w kraju związkowym Vorarlberg, w powiecie Bregencja. Według danych Austriackiego Urzędu Statystycznego liczyła 631 mieszkańców (1 stycznia 2015).